# Nikon D40
Nikon D40 är en digital systemkamera tillverkad av det japanska företaget Nikon som lanserades 2006-11-16. Kameran är positionerad som en spegelreflexkamera för nybörjare och är en uppföljare till Nikons tidigare D50. Jämfört med D50 har Nikon tagit bort avancerade funktioner, sänkt priset och lagt till funktioner som är riktade mot nybörjaren, till exempel hjälptexter för alla menyval som kan nås med en knapptryckning. 2007-03-06 lanserades D40x som en uppgraderad D40 med en 10 megapixlars sensor.

## Bildsensor
D40 har en sensor i Nikons DX-format med en upplösning på 3008 x 2000 pixlar (d.v.s. 6 megapixlar). Då sensorn är mindre än en "full" 35mm filmruta får alla objektiv som används 1,5 ggr längre brännvidd. (Ett 10mm objektiv ger alltså samma bild som ett 15mm objektiv skulle ge på en 35mm filmkamera.)

## Objektiv
D40 kan ta alla objektiv som har Nikons F-fattning, med en viktig skillnad jämfört med Nikons dyrare kameror: D40 saknar motorn som driver autofokusen i en del Nikonkompatibla objektiv. Objektiv som används med D40 måste därför själva ha en inbyggd motor för att autofokus skall kunna användas.

## Utföranden
D40 säljs oftast med ett 18–55 mm AF-S DX Zoom-Nikkor-objektiv med Nikons SWM-enhet (Silent Wave Motor). På senare tid har även ett kit med två objektiv, det tidigare nämnda 18-55 och ett 55-200mm, kommit ut på marknaden.

## Bilder

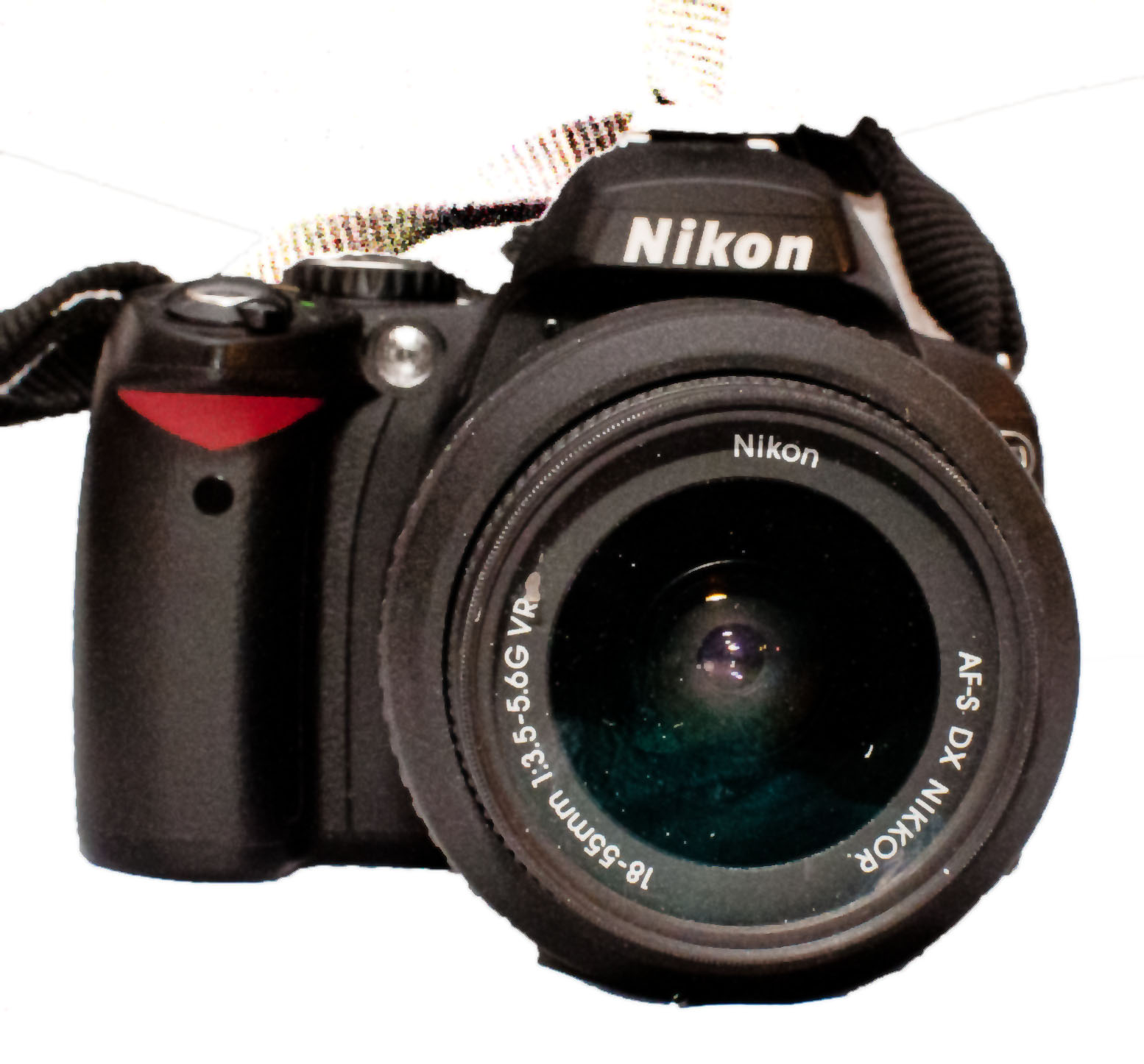
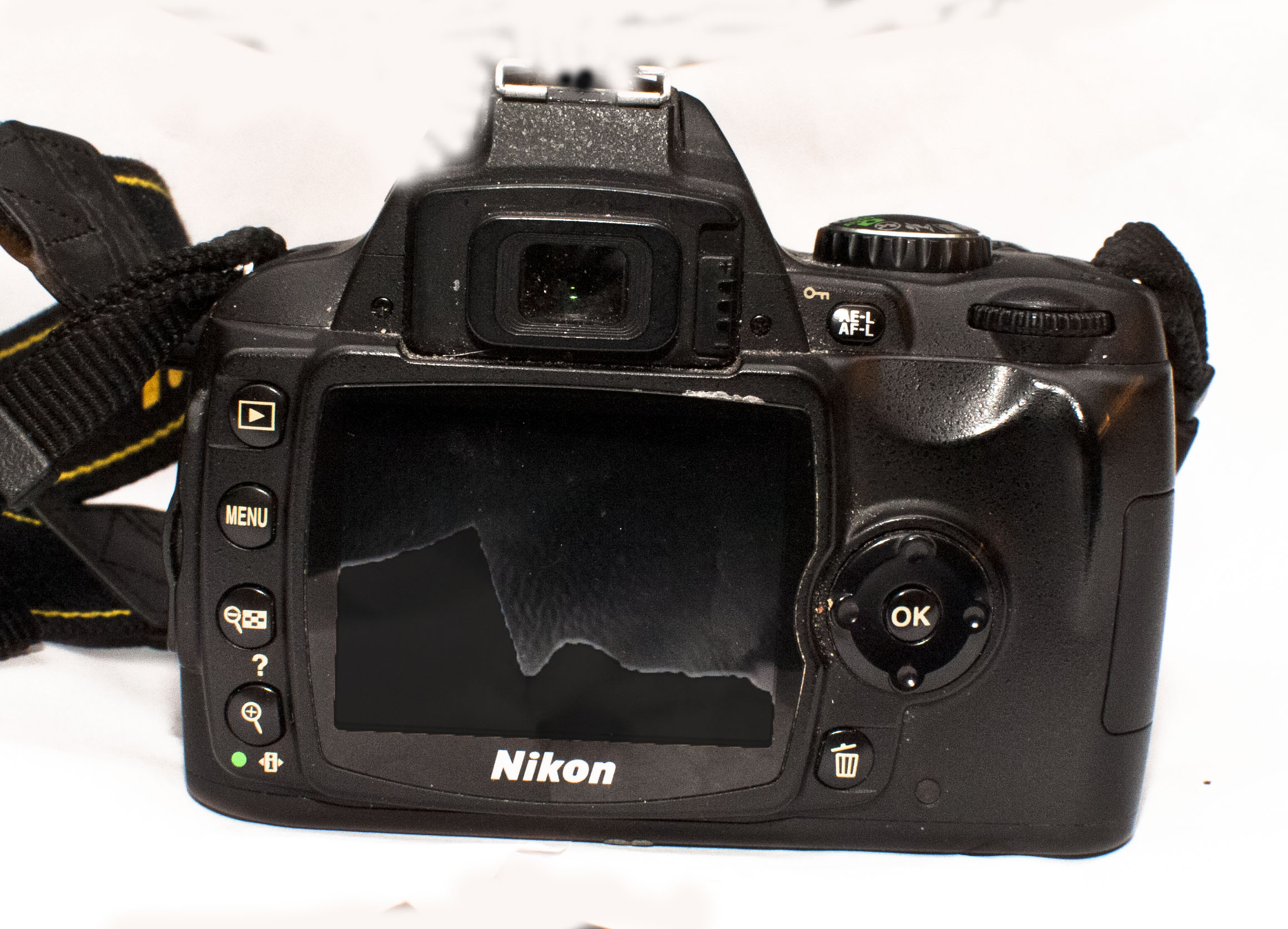
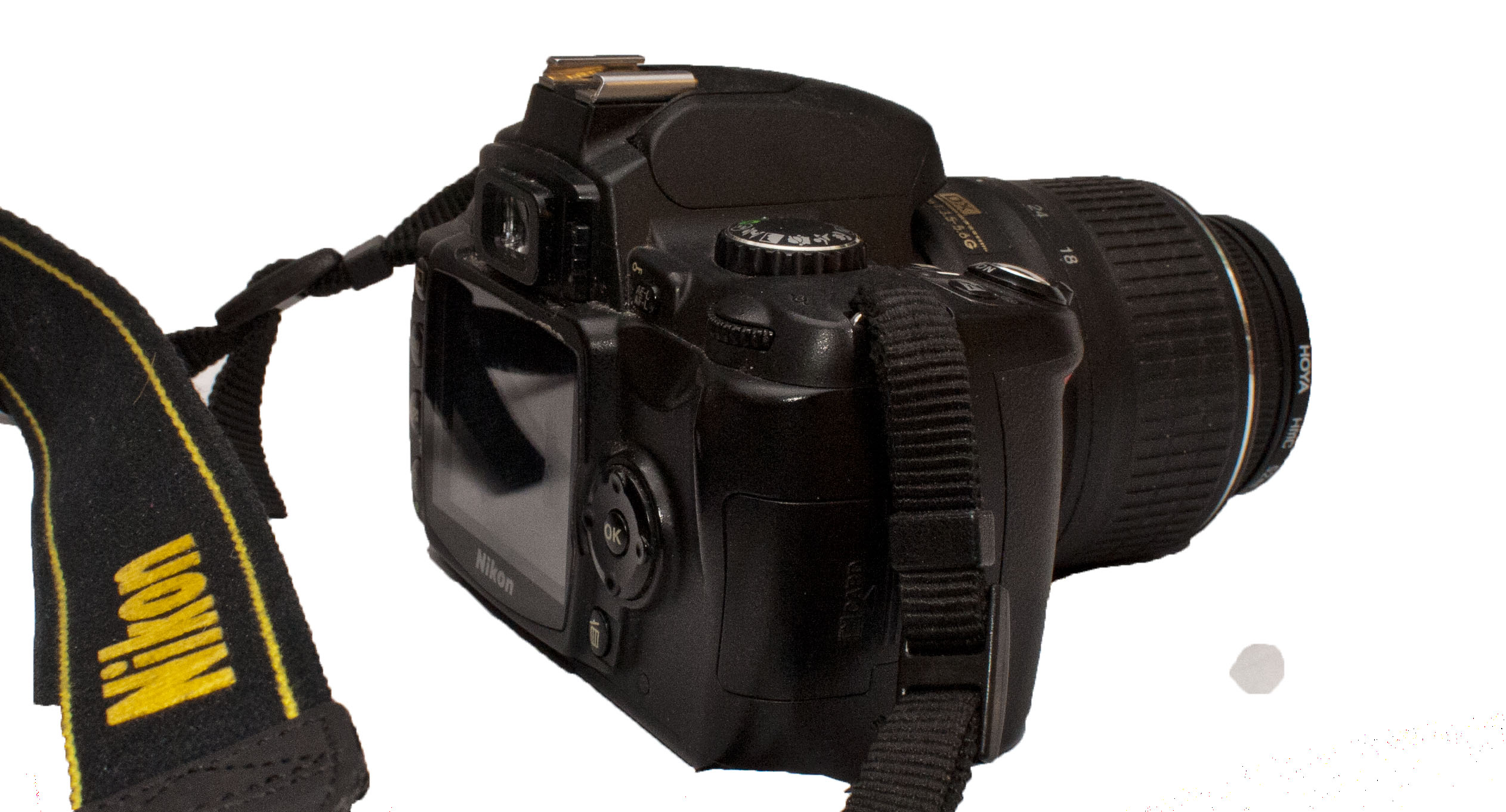
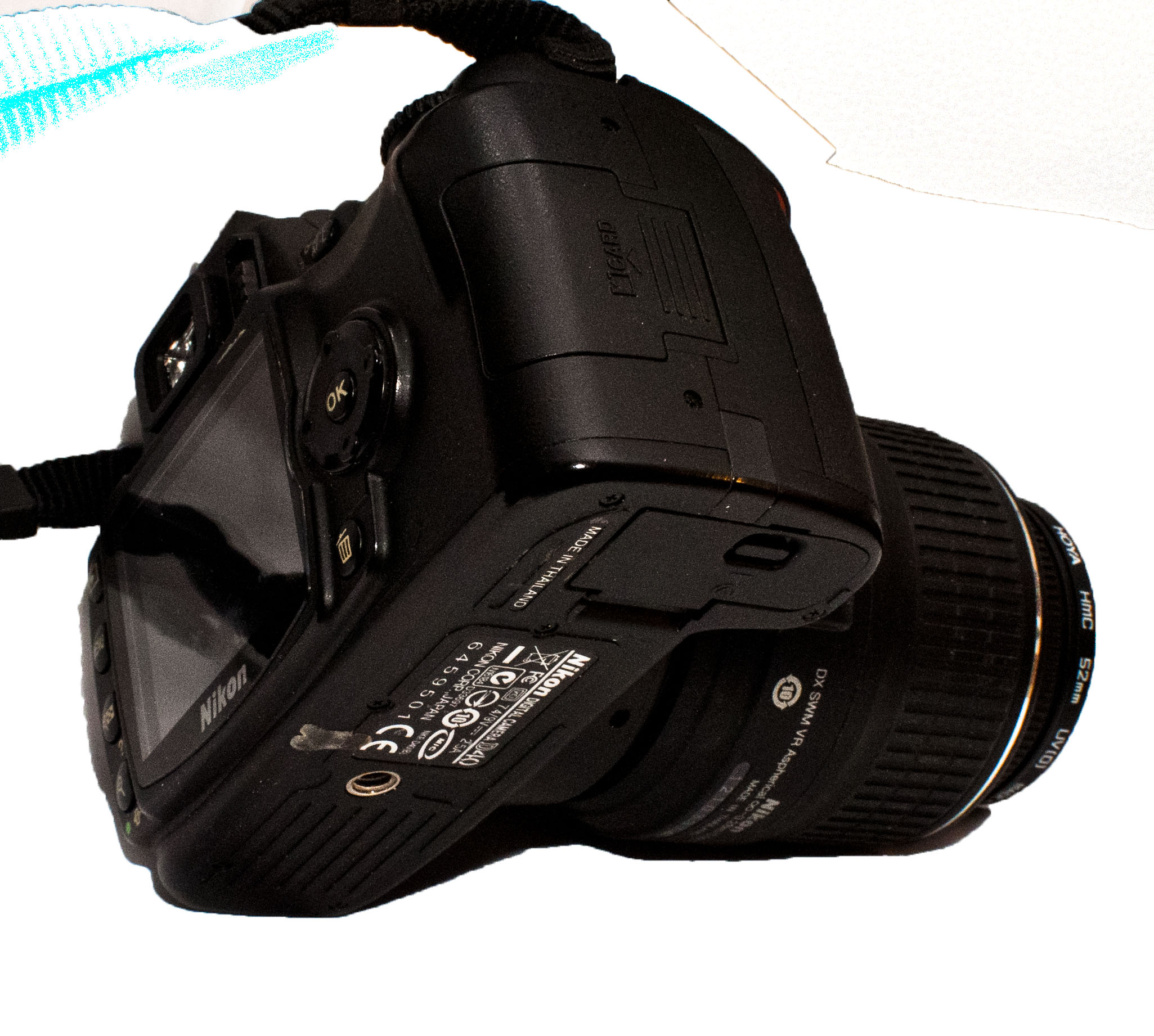
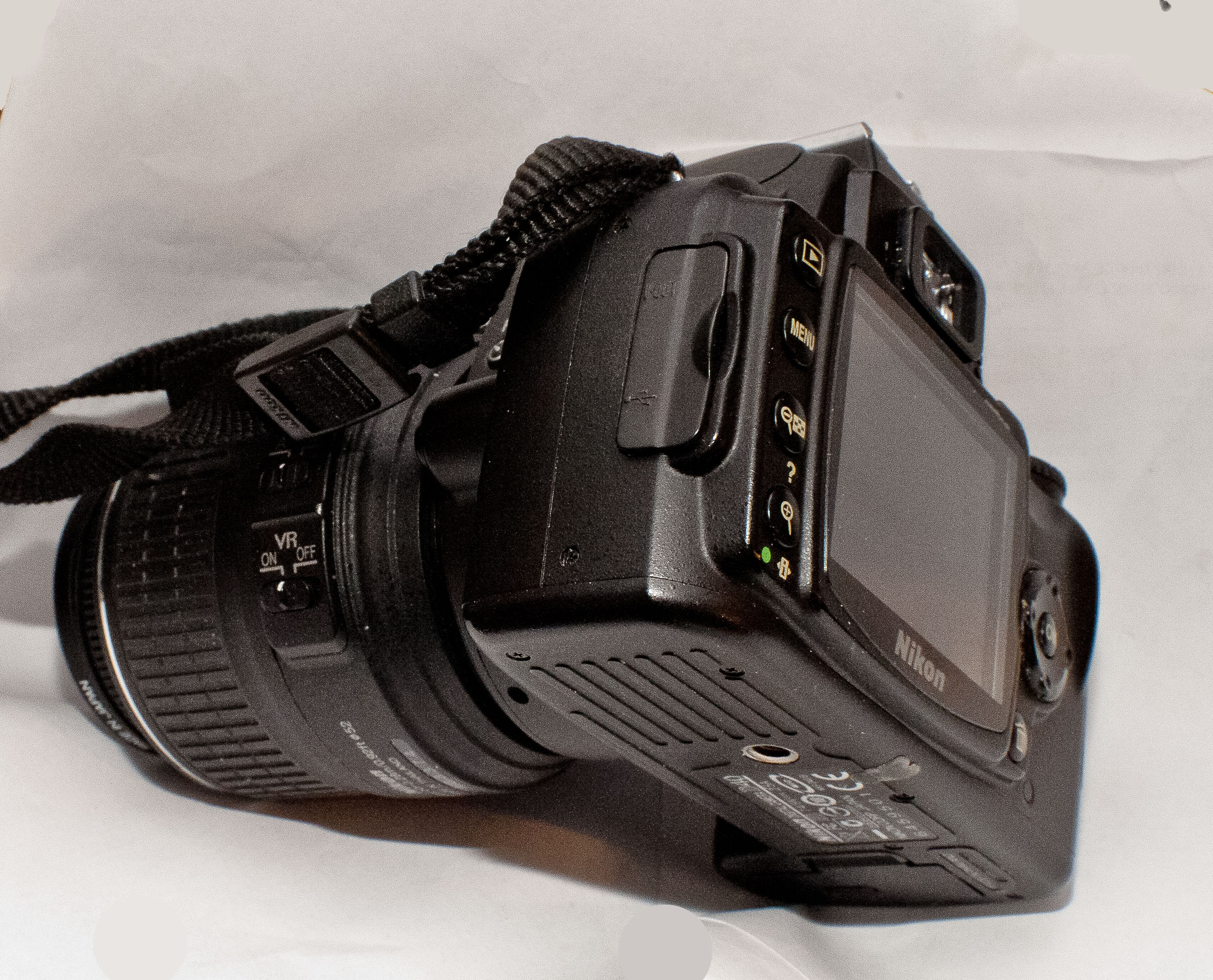